# DPI 여성 장애자 네트워크
DPI 여성 장애자 네트워크(일본어: DPI女性障害者ネットワーク, 영어: DPI Women's Network Japan, 약칭: DWNJ)는 일본의 여성들이 세운 장애인 단체이자 사회적 네트워크 단체이다. 장애 당사자와 연구자, 복지 관계자가 참여하고 있다.

## 역사
1986년, 당시의 DPI 일본 회의의 부의장이었던 히구치 케이코의 주도 하에 결성되었다. 도쿄에서 열린 제1회 회의 교류 합숙에서 메인 테마를 「여성 장애인의 자립 촉진과 우생 보호법 철폐」라고 결정했다. 우생보호법, 낙태죄 철폐를 요구하는 요망서를 후생노동대신에게 제출하는 등의 활동을 했다. 1996년 우생보호법은 모체보호법으로 개정된다.
1999년 다른 단체와 공동으로 강제 불임수술 피해자 핫라인을 개설하고, 여성과 성, 여성운동의 역사, 장애여성의 자기사, 돌봄에 대하여 간헐적으로 여성 한정 스터디 그룹을 개최하였으며 DPI 일본회의 계간지에 '장애여성은 지금'을 연재하는 등의 활동을 펼쳤다.
2012년 <장애여성의 삶의 어려움-삶 속에서 만나는 복합적인 삶의 어려움이란->이라는 조사보고서를 완성했다. 2014년 내각부 장애인정책위원회 청문회에 참여해 회원들이 발언한 바 있다. 2016년에는 유엔 인권 이사회의 여성 차별철폐위원회 관계자 로비를 위해 회원들을 제네바에 파견한 바 있다.